# خورشیدگرفتگی ۲۱ اوت ۱۹۱۴
خورشیدگرفتگی ۲۱ اوت ۱۹۱۴ (به انگلیسی: Solar eclipse of August 21, 1914) یک خورشیدگرفتگی از نوع خورشیدگرفتگی کامل است. این خورشیدگرفتگی در تاریخ ۲۱ اوت ۱۹۱۴ میلادی (‎۲۹ مرداد ۱۲۹۳ خورشیدی) روی داد که زمان اوج آن، ساعت ۱۲:۳۴:۲۷ به‌وقت ساعت هماهنگ جهانی بوده‌است. مدت زمان و طول این خورشیدگرفتگی ۲ دقیقه و ۱۴ ثانیه بود.